# 水野致高
水野 致高（みずの むねたか、生年未詳 - 応永19年12月28日（1413年1月30日））は室町時代中期の武将。尾張国山田郡水野郷（愛知県瀬戸市）・志段味郷（名古屋市守山区）を拠点とした豪族である桓武平氏高望王流水野氏の総領。入尾城主。官位は従五位下、備中守。父は水野致顕。子に頼高がある。
応永19年（1412年）12月24日、称光天皇より備中守に補任されるも、4日後の28日に入尾城にて没した。法号は義雲院仁峯宗智居士覚位。瀬戸市水野の感応寺に葬られた。